# Bremer Vulkan

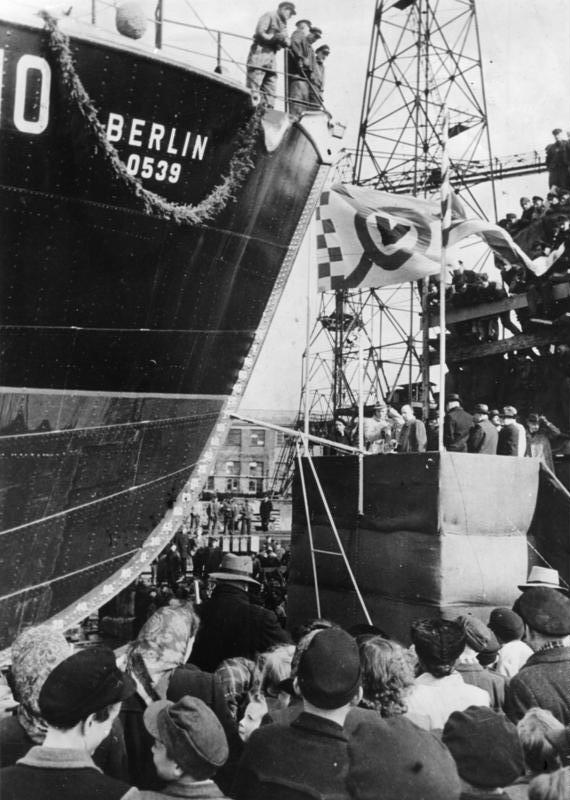
Bremer Vulkan-Vegesacker Werft em 1949.

Bremer Vulkan (também conhecida como Bremer Vulkan-Vegesacker Werft) é um estaleiro da Alemanha fundado em 1893, com instalações localizadas no porto de Bremen. Participou do esforço de Guerra da Alemanha na Primeira e Segunda Guerra Mundial produzindo u-boots.

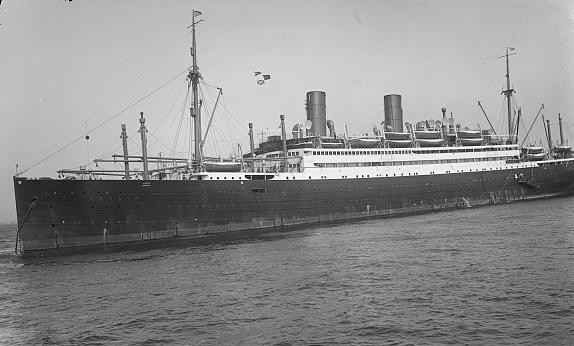
SS Berlin.

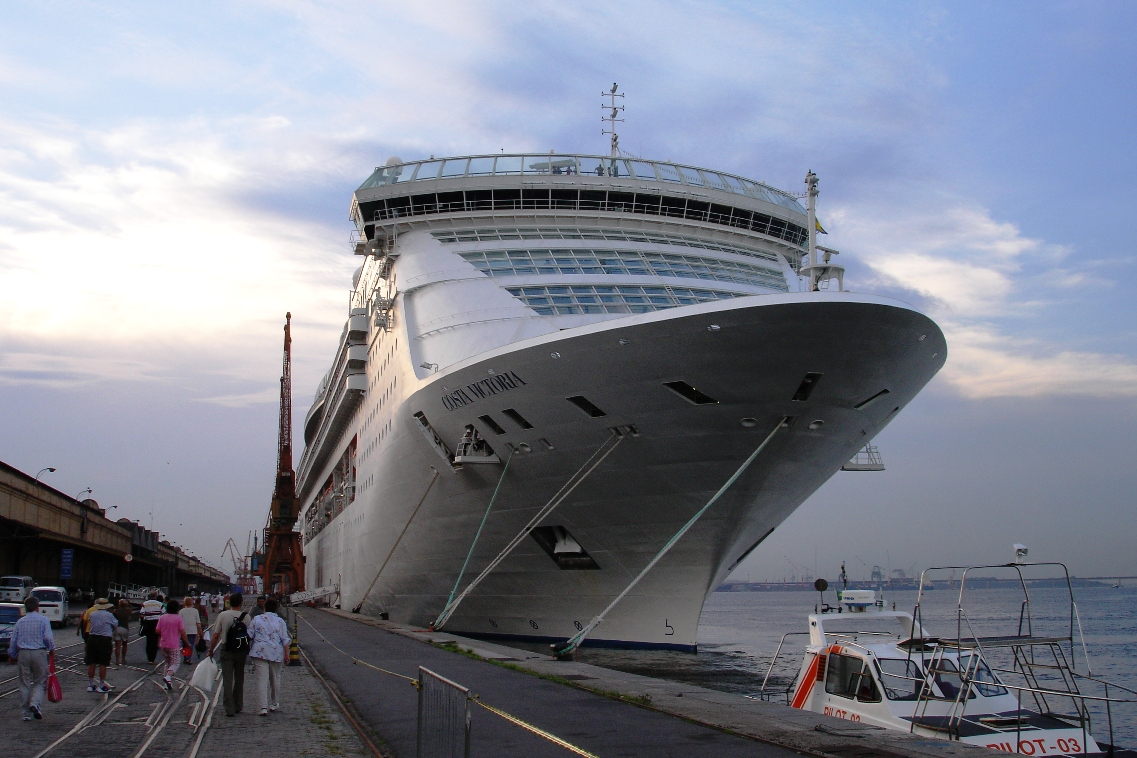
Costa Victoria.